# Mojokerto (stad)
Kota Mojokerto (oude spelling Modjokerto Stad) is een stadsgemeente in Oost-Java, Indonesië. De stad ligt circa 50 kilometer ten zuidwesten van Surabaya.

## Geschiedenis
De stad en haar omgeving bevat grote ruïnes van oude hindoeïstische beschavingen. Hier zou ongeveer de hoofdstad van het Koninkrijk Majapahit gelegen kunnen hebben. Volgens sommigen bevindt de hoofdstad zich echter in het nabije Trowulan, waar ook een museum is over dit rijk.

## Hydrografie
De Brantas-rivier loopt hier.

## Burgemeester/Walikota
In 1918 kreeg Modjokerto een eigen gemeenteraad. In 1929 kreeg ze haar eerste eigen burgemeester.
Nederlands-Indische tijd
- Mr. L. van Dijk (1929-1936)
- H.J. van Haeften (1936-1942)
- Mr. H.D. van Werkum (1942-1942)

## Geboren
- Willem Arendsen de Wolff (1919-1987), Nederlandse Engelandvaarder en verzekeraar
- Lies Cosijn (1931-2016), Nederlandse keramist